# زدرافكو رادولوفيتش

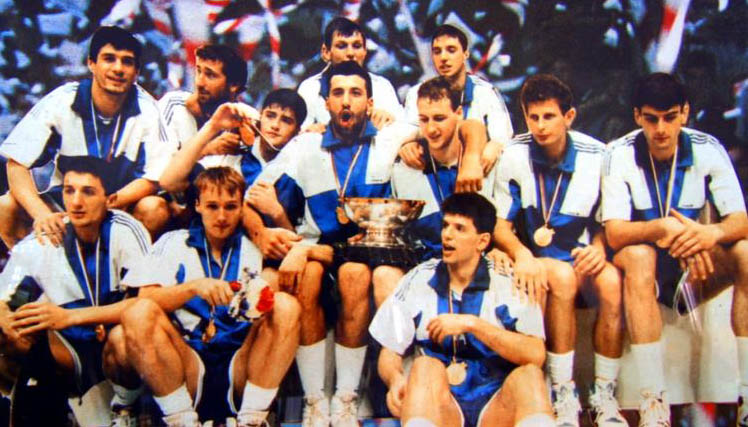
فريق يوغوسلافيا لكرة السلة عام 1990.

زدرافكو رادولوفيتش مواليد 12 ديسمبر 1966 في نيكشيتش، جمهورية يوغوسلافيا الاشتراكية الاتحادية، هو مدرب كرة سلة كرواتي ولاعب سابق. بدأ مسيرته الاحترافية في سنة 1984. مثّل منتخب بلاده. شارك في دورة الألعاب الأولمبية الصيفية سنة 1988. حقق المركز الأول في بطولة أمم أوروبا لكرة السلة 1989. اعتزل اللعب في 2002.

## المسيرة الاحترافية
لعب مع بوسنا رويال من سنة 1984 إلى 1990، ثم لعب مع سيبونا من سنة 1990 إلى 1993، ثم لعب مع أريس في موسم 1993–1994، ثم لعب مع أوليمبيا في موسم 1995–1996، ثم لعب مع سيبونا من سنة 1996 إلى 1998، ثم لعب مع مكابي تل أبيب لكرة السلة في موسم 1998–1999، ثم لعب مع تريسكيرشن ليونز في موسم 2001–2002.

## الميداليات
| الميدالية | المسابقة                         |
| --------- | -------------------------------- |
| فضية      | الألعاب الأولمبية الصيفية 1988   |
| ذهبية     | بطولة أمم أوروبا لكرة السلة 1989 |
| ذهبية     | الألعاب الجامعية الصيفية 1987    |

## روابط خارجية
- زدرافكو رادولوفيتش على موقع الاتحاد الدولي لكرة السلة (الإنجليزية)
- زدرافكو رادولوفيتش على موقع كرة السلة الأوروبية.كوم (الإنجليزية)
- زدرافكو رادولوفيتش على موقع ريلجم (الإنجليزية)
- زدرافكو رادولوفيتش على موقع بروبوليرز (الإنجليزية)
- زدرافكو رادولوفيتش على موقع سبورتس رفرنس (الإنجليزية)
- زدرافكو رادولوفيتش على موقع أوليمبيديا (الإنجليزية)